# Paul Thomas Anderson
Pentru alte persoane numite Paul Anderson, a se vedea Paul Anderson (dezambiguizare).
Paul Thomas Anderson (n. 26 iunie 1970, Studio City⁠(d), California, SUA) este un regizor, scenarist și producător de filme american, cel mai bine cunoscut pentru filmul Magnolia cu Tom Cruise. Filmele sale au fost nominalizate la 25 de Premii Oscar, castigand trei din ele pentru distributie si echipa tehnica.

## Filmografie

### Filme artistice

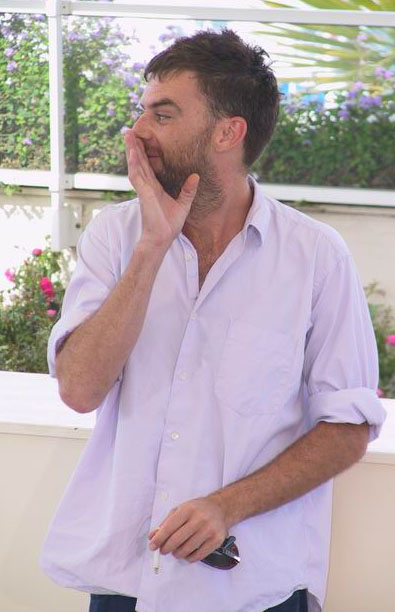
Anderson in 2002 la Cannes

| Titlu               | An   | Creditat ca | Creditat ca | Creditat ca | Buget      | Box office | Note                         | Ref                         |
| Titlu               | An   | Regizor     | Scenarist   | Producător  | USD$       | USD$       | Note                         | Ref                         |
| ------------------- | ---- | ----------- | ----------- | ----------- | ---------- | ---------- | ---------------------------- | --------------------------- |
| Hard Eight          | 1996 | Da          | Da          |             | 3,000,000  | 222,559    |                              | [ 6 ] [ 7 ]                 |
| Boogie Nights       | 1997 | Da          | Da          | Da          | 15,000,000 | 43,101,594 |                              | [ 8 ] [ 9 ]                 |
| Magnolia            | 1999 | Da          | Da          | Da          | 37,000,000 | 48,451,803 | Cameo: Man confiscating sign | [ 10 ] [ 11 ]               |
| Punch-Drunk Love    | 2002 | Da          | Da          | Da          | 25,000,000 | 24,665,649 |                              | [ 12 ] [ 13 ]               |
| There Will Be Blood | 2007 | Da          | Da          | Da          | 25,000,000 | 76,181,545 |                              | [ 14 ] [ 15 ]               |
| The Master          | 2012 | Da          | Da          | Da          | 32,000,000 | 28,258,060 |                              | [ 16 ] [ 17 ] [ 18 ] [ 19 ] |
| Inherent Vice       | 2014 | Da          | Da          | Da          | 20,000,000 | 14,710,975 |                              | [ 20 ] [ 21 ] [ 22 ]        |
| Phantom Thread      | 2017 | Da          | Da          | Da          | 35,000,000 | 44,523,275 |                              | [ 23 ] [ 24 ]               |
| Waterlily Jaguar    | 2019 |             |             | Da          | Necunoscut | N/A        | Executive producer           | [ 25 ]                      |

### Documentare

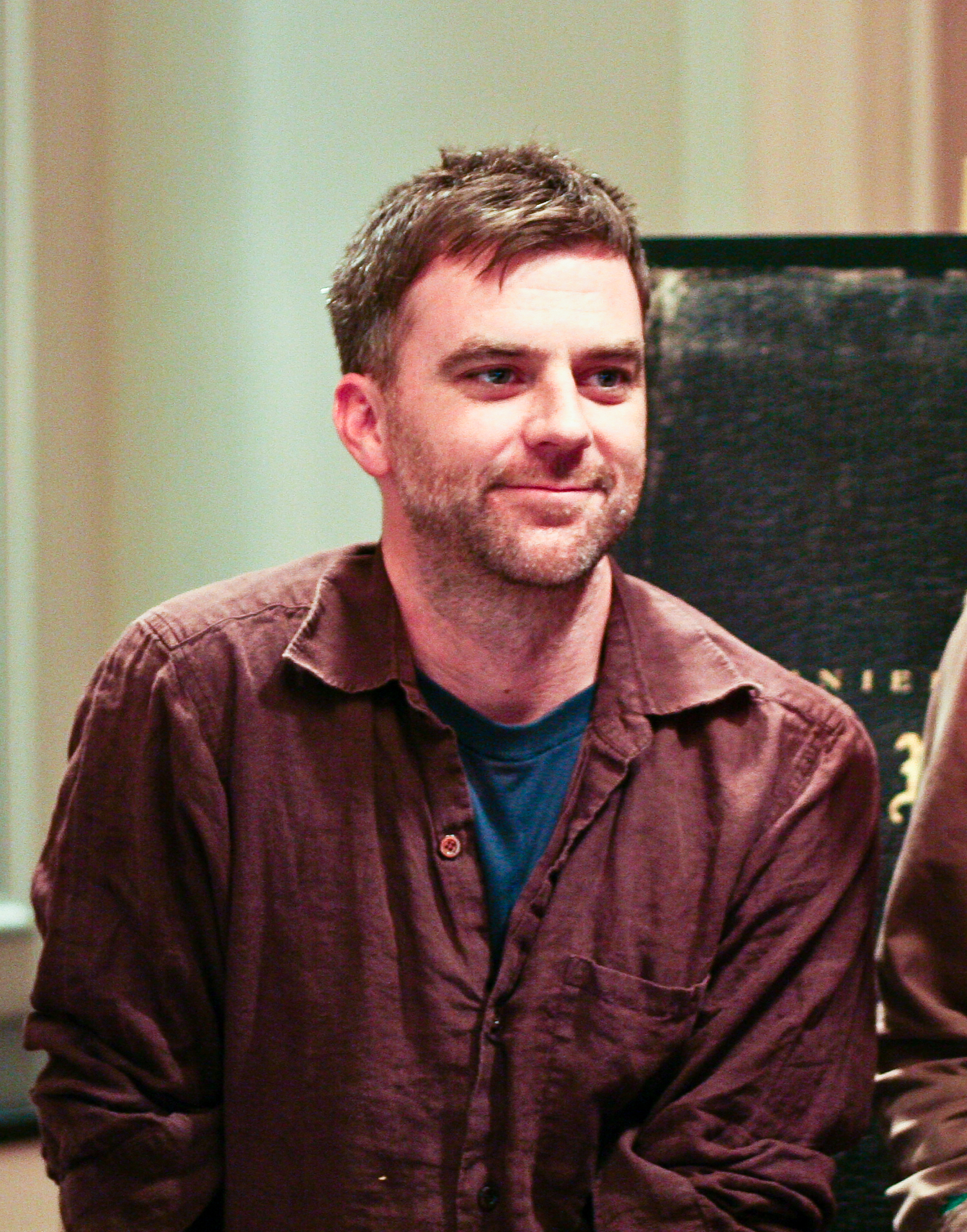
Paul Thomas Anderson

| Titlu | An   | Creditat ca | Creditat ca | Creditat ca | Note                 | Ref    |
| Titlu | An   | Regizor     | Scenarist   | Producător  | Note                 | Ref    |
| ----- | ---- | ----------- | ----------- | ----------- | -------------------- | ------ |
| Junun | 2015 | Da          |             |             | Also camera operator | [ 26 ] |

### Filme scurte
| Titlu                  | An   | Creditat ca | Creditat ca | Creditat ca | Note                                          | Ref    |
| Titlu                  | An   | Regizor     | Scenarist   | Producător  | Note                                          | Ref    |
| ---------------------- | ---- | ----------- | ----------- | ----------- | --------------------------------------------- | ------ |
| The Dirk Diggler Story | 1988 | Da          | Da          |             | Also cinematographer                          | [ 27 ] |
| Cigarettes & Coffee    | 1993 | Da          | Da          |             |                                               | [ 27 ] |
| Flagpole Special       | 1998 | Da          | Da          |             |                                               | [ 28 ] |
| Couch                  | 2002 | Da          | Da          |             |                                               | [ 27 ] |
| Back Beyond            | 2013 | Da          | Da          |             | Compilation of deleted scenes from The Master | [ 29 ] |
| Valentine              | 2017 | Da          |             |             | Features three Haim performances              | [ 30 ] |

### Televiziune
| Titlu                    | An   | Creditat ca | Creditat ca | Creditat ca | Retea   | Note                                                      | Ref    |
| Titlu                    | An   | Regizor     | Scenarist   | Producător  | Retea   | Note                                                      | Ref    |
| ------------------------ | ---- | ----------- | ----------- | ----------- | ------- | --------------------------------------------------------- | ------ |
| The Jon Brion Show       | 2000 | Da          |             |             | VH1     | Variety show Unaired pilot                                | [ 31 ] |
| Saturday Night Live      | 2000 | Da          | Da          |             | NBC     | Episode: "Ben Affleck/Fiona Apple" Segment: "SNL FANatic" | [ 32 ] |
| Documentary Now!         | 2016 |             |             |             | IFC     | Voice role: Harrison Renzi Episode: "Final Transmission"  | [ 33 ] |
| Adam Sandler: 100% Fresh | 2018 |             |             |             | Netflix | Stand-up special Filmed segments                          | [ 34 ] |

### Videoclipuri
| Titlu                 | An   | Interpret     | Note       | Ref    |       |      |              |  |        |
| --------------------- | ---- | ------------- | ---------- | ------ | ----- | ---- | ------------ |  | ------ |
| Titlu                 | An   | Interpret     | Note       | Ref    | "Try" | 1997 | Michael Penn |  | [ 35 ] |
| "Across the Universe" | 1998 | Fiona Apple   |            | [ 35 ] |       |      |              |  |        |
| "Fast as You Can"     | 1998 | Fiona Apple   |            | [ 35 ] |       |      |              |  |        |
| "Save Me"             | 1999 | Aimee Mann    |            | [ 35 ] |       |      |              |  |        |
| "Limp"                | 2000 | Fiona Apple   |            | [ 35 ] |       |      |              |  |        |
| "Paper Bag"           | 2000 | Fiona Apple   |            | [ 35 ] |       |      |              |  |        |
| "Here We Go"          | 2002 | Jon Brion     |            | [ 35 ] |       |      |              |  |        |
| "Hot Knife"           | 2013 | Fiona Apple   |            | [ 35 ] |       |      |              |  |        |
| "Sapokanikan"         | 2015 | Joanna Newsom |            | [ 35 ] |       |      |              |  |        |
| "Divers"              | 2015 | Joanna Newsom |            | [ 35 ] |       |      |              |  |        |
| "Daydreaming"         | 2016 | Radiohead     |            | [ 35 ] |       |      |              |  |        |
| "Present Tense"       | 2016 | Radiohead     | Live video | [ 36 ] |       |      |              |  |        |
| "The Numbers"         | 2016 | Radiohead     | Live video | [ 37 ] |       |      |              |  |        |
| "Right Now"           | 2017 | Haim          | Live video | [ 38 ] |       |      |              |  |        |
| "Little of Your Love" | 2017 | Haim          |            | [ 39 ] |       |      |              |  |        |
| "Night So Long"       | 2018 | Haim          | Live video | [ 40 ] |       |      |              |  |        |

### Piese de teatru
| Titlu                                       | An   | Creditat ca | Creditat ca | Locație       | Note             | Ref    |
| Titlu                                       | An   | Regizor     | Scenarist   | Locație       | Note             | Ref    |
| ------------------------------------------- | ---- | ----------- | ----------- | ------------- | ---------------- | ------ |
| Untitled Maya Rudolph and Fred Armisen play | 2008 | Da          | Da          | Largo Theatre | Performanta solo | [ 41 ] |